# Francis Stillman Barnard
Pour les articles homonymes, voir Francis Barnard et Barnard.
Francis Stillman Barnard (16 mai 1856-11 avril 1936) est un homme politique canadien qui sert comme lieutenant-gouverneur de la province de Colombie-Britannique de 1914 à 1919.
Il est aussi député fédéral conservateur de la circonscription britanno-colombienne de Cariboo d'une élection partielle en 1888 à 1896.

## Biographie

### Premières années
Né à Toronto dans le Canada-Ouest, Barnard étudie au Collegiate School for Boys de Victoria et ensuite à London en Ontario en 1870. De retour à Victoria, il s'enrôle dans les Victoria Volunteer Rifles.

### Homme d'affaires
Il s'implique également en affaire en s'associant dans la British Columbia Express Company (en) entreprise alors dirigée par son père. Il devient président de la compagnie en 1882 et occupe cette charge jusqu'à son remplacement par Stephen Tingley (en) en 1886.
En 1883, Barnard fonde la Victoria Transfert Company qui obtient une charte pour la construction d'un tramway à Victoria. Il dirige firme jusqu'en en 1896, année où se produit l'accident du pont Point Ellice qui coûte la vie à 55 personnes et entraîne des poursuites contre la société.
Il fait aussi l'acquisition du moulin Hastings Saw Mill de l'anse Burrard et qui est ensuite vendu à l'industriel John Hendry (en) en 1889.
Durant les années 1890, Barnard s'associe avec son beau-frère, John Andrew Mara, et le capitaine John Irving pour fonder la Columbia and Kootenay Steam Navigation Company Limited qui exploite une flotte de six navires. L'entreprise est rachetée par le chemin de fer du Canadien Pacifique en 1897.
Propriétaire fonciers avec des possessions à Nelson, Vernon, Kamloops, Revelstoke et Three Forks, il participe à la vente des propriétés aurifères de la Victoria Hydraulic Company aux investisseurs William Mackenzie et Donald Mann (en).

### Politique
Barnard s'implique en politique municipale en représentant le quartier de James Bay au conseil municipal de Victoria en 1886.
En 1902, il assiste à Revelstoke à la création de la branche provinciale du partie conservateur et pour lequel il est nommé trésorier.

### Dernières années
Après avoir assuré un plein mandat de cinq ans en tant que lieutenant-gouverneur, Barnard retourne dans les affaires et voyage. Il meurt à Victoria en avril 1936 à l'âge de 79 ans et est inhumé au cimetière Ross Bay.

### Famille
Son père, Francis Jones Barnard (en) (1829-1889), est député fédéral conservateur de Yale de 1879 à 1887. son frère, George Henry Barnard (1868-1954), est maire de Victoria et député fédéral de Cité de Victoria de 1908 à 1917.
Sa sœur Alice épouse John Andrew Mara (1839-1935) qui est député fédéral de Yale de 1887 à 1896 et provincial de Kootenay de 1871 à 1875 et de Yale de 1875 à 1886.